# Eskimosce jest zimno
Eskimosce jest zimno (węg. Eszkimó asszony fázik) – węgierski film obyczajowy z 1984 roku w reżyserii Jánosa Xantusa.

## Obsada
- Béláné Csóka jako sekretarz narodowego związku głuchych
- László Földes jako Hobo
- Carol Harrison
- Ilona Kállay jako matka Laci
- Ágnes Kamondy
- Kati Lázár jako znajomy Mari
- Bogusław Linda jako pianista Laci
- Andor Lukáts jako János, mąż Mari
- Marietta Méhes jako Mari
- Sándor Szakácsi jako Laci (głos)
- László Ürmös
- Mihály Vig
- Gyula Xantus jako ojciec Laci